# Бустаманте, Хосе (1921)
Хосе Бустаманте Нава (исп. José Bustamante Nava, 5 марта 1921, Боливия) — боливийский футболист, защитник. Участвовал в чемпионате мира 1950 года.

## Биография
Хосе Бустаманте родился 5 марта 1921 года в Боливии.
Играл в футбол за «Литораль» из Ла-Паса.
В составе сборной Боливии участвовал в четырёх розыгрышах чемпионата Южной Америки. Участвовал в 4 матчах в 1946 году в Буэнос-Айресе (6-е место), в 7 матчах в 1947 году в Гуаякиле (7-е место), в 7 матчах в 1949 году в Бразилии (4-е место), в 6 матчах в 1953 году в Лиме (6-е место). 
В 1950 году участвовал в чемпионате мира, который проходил в Бразилии. Боливийцы провели единственный матч, в котором на групповом этапе крупно проиграли сборной Уругвая (0:8). Бустаманте участвовал в поединке, был капитаном команды.
В 1946—1953 годах Бустаманте провёл за сборную Боливии 29 матчей, мячей не забивал.